# Fred Katz
Frederick Katz (Brooklyn, 25 februari 1919 - New York, 7 september 2013) was een Amerikaanse cultuurantropoloog, jazzcellist en componist.

## Carrière
Katz was afkomstig uit een Joodse muzikale familie en gaf op 13-jarige leeftijd zijn eerste concert in de Town Hall van New York. Hij voleindigde mastercursussen bij onder andere Pablo Casals en werkte daarna tot 1941 als solocellist bij het Amerikaanse National Symphony Orchestra. Na zijn militaire diensttijd werkte hij als pianobegeleider voor onder andere Lena Horne. Aan de westkust begon hij in 1955 een samenwerking met de jazzmuzikant Chico Hamilton, waarmee hij diverse platen uitbracht, waaronder ook enkele onder zijn eigen naam.
Katz was tot 1959 werkzaam in Hamiltons kwintet, waarbij hij de cello zowel gestreken als ook pizzicato gebruikte. Zijn optredens leverden hem de reputatie op als een van de eerste jazzcellisten. Katz componeerde met Hamilton een gedeelte van de muziek van Sweet Smell of Success (1957). Vervolgens schreef hij verdere filmsongs, zoals voor de Roger Corman-films The Wasp Woman en The Little Shop of Horrors, componeerde hij een celloconcert (1961) en geestelijke muziek. Verder werkte hij als studiomuzikant, als muziekpedagoog en als arrangeur, voor onder andere Paul Horn, Eric Dolphy en Milt Bernhart. Hij nam bovendien soloalbums op en werkte als muziekproducent voor Decca Records.
Vervolgens aanvaardde hij de status op een leerstoel voor cultuurantropologie van de California State University in Fullerton, waar hij zich in het bijzonder bezighield met etnische muziek. In 1989 was hij aanwezig bij een wedergeboorte van het klassieke Chico Hamilton kwintet (cd Reunion).

## Overlijden
Fred Katz overleed in september 2013 op 94-jarige leeftijd.

## Filmografie
- 1971: Little Murders

- Biblioteca Nacional de España: XX1656972
- Bibliothèque nationale de France: cb13895880q (data)
- Gemeinsame Normdatei: 1041650639
- International Standard Name Identifier: 0000 0001 2133 0066
- Library of Congress Control Number: n93001102
- MusicBrainz: 18832cee-bac3-44c3-aa45-1aee721bb3ed
- Nederlandse Thesaurus van Auteursnamen: 126319421
- Istituto Centrale per il Catalogo Unico: LO1V459316
- SNAC: w6qv82hj
- Système universitaire de documentation: 118330462
- Virtual International Authority File: 51875725
- WorldCat: E39PBJhXbKm83TQQTpmQKkqhHC